# بارني إم. جايلز
بارني إم. جايلز (بالإنجليزية: Barney M. Giles)‏ هو ضابط أمريكي، ولد في 13 سبتمبر 1892 في مينيولا في الولايات المتحدة، وتوفي في 6 مايو 1984 في سان أنطونيو في الولايات المتحدة.